# Rally van Groot-Brittannië 1978
De Rally van Groot-Brittannië 1978, officieel 27th Lombard RAC Rally, was de 27ste editie van de Rally van Groot-Brittannië en de elfde en laatste ronde van het Wereldkampioenschap Rally in 1978. Het was de 63ste rally van het FIA Wereldkampioenschap Rally.

## Resultaten en rangschikking
| Top tien klassement | Top tien klassement | Top tien klassement                | Top tien klassement                            | Top tien klassement | Top tien klassement | Top tien klassement | Top tien klassement |
| Pos                 | Nr                  | Rijder Navigator                   | Auto Inschrijving                              | Gr                  | Tijd                | Verschil            | Punten              |
| ------------------- | ------------------- | ---------------------------------- | ---------------------------------------------- | ------------------- | ------------------- | ------------------- | ------------------- |
| 1                   | 4                   | Hannu Mikkola Arne Hertz           | Ford Escort RS1800 Eaton Yale                  | 4                   | 08:47.23            | 0.00                | -                   |
| 2                   | 1                   | Björn Waldegård Hans Thorszelius   | Ford Escort RS1800 Eaton Yale                  | 4                   | 08:52.41            | + 5.18              | -                   |
| 3                   | 12                  | Russell Brookes Derek Tucker       | Ford Escort RS1800 Andrews Heat for Hire       | 4                   | 08:58.55            | + 11.32             | -                   |
| 4                   | 7                   | Tony Pond Fred Gallagher           | Triumph TR7 V8 British Airways                 | 4                   | 09:03.09            | + 15.46             | -                   |
| 5                   | 17                  | Anders Kulläng Bruno Berglund      | Opel Kadett GT/E Opel Euro Händler             | 2                   | 09:13.48            | + 26.25             | -                   |
| 6                   | 5                   | Walter Röhrl Christian Geistdörfer | Fiat 131 Abarth Alitalia Fiat                  | 4                   | 09:17.47            | + 30.24             | -                   |
| 7                   | 23                  | John Taylor Phil Taylor            | Ford Escort RS1800 John Taylor                 | 4                   | 09:19.20            | + 31.57             | -                   |
| 8                   | 19                  | Andy Dawson Terry Harryman         | Datsun 160J Datsun Team Europe                 | 2                   | 09:20.51            | + 33.28             | -                   |
| 9                   | 44                  | Henri Toivonen Juhani Korhonen     | Chrysler Sunbeam Henri Toivonen                | 2                   | 09:27.23            | + 40.00             | -                   |
| 10                  | 14                  | Bror Danielsson Bob de Jong        | Opel Kadett GT/E Opel Dealer Team Holland      | 2                   | 09:31.52            | + 44.29             | -                   |
| Niet aan de finish  |                     |                                    |                                                |                     |                     |                     |                     |
| Pos                 | Nr                  | Rijder Navigator                   | Auto Inschrijving                              | Gr                  | KP                  | Reden               | Punten              |
| NF                  | 2                   | Stig Blomqvist Hans Sylvan         | Saab 99 Turbo Saab Scania                      | 2                   | 22                  | koppeling           | -                   |
| NF                  | 3                   | Markku Alén Ilkka Kivimäki         | Lancia Stratos HF Alitalia Fiat                | 4                   | 38                  | versnellingsbak     | -                   |
| NF                  | 6                   | Ari Vatanen Peter Bryant           | Ford Escort RS1800 Marlboro                    | 4                   | 4                   | uitgesloten         | -                   |
| NF                  | 9                   | Per Eklund Björn Cederberg         | Saab 99 Turbo Saab Scania                      | 2                   | 19                  | koppeling           | -                   |
| NF                  | 9                   | Roger Clark Neil Wilson            | Ford Escort RS1800 Li-Lo Equipe Esso           | 4                   | 47                  | ongeluk             | -                   |
| NF                  | 10                  | Sandro Munari Piero Sodano         | Lancia Stratos HF Lancia Pirelli               | 4                   | 27                  | motor               | -                   |
| NF                  | 11                  | Pentti Airikkala Mike Nicholson    | Vauxhall Chevette 2300 HS Dealer Team Vauxhall | 4                   | 29                  | olie pomp           | -                   |
| NF                  | 15                  | Simo Lampinen Mike Broad           | Triumph TR7 V8 British Airways                 | 4                   | 47                  | koppeling           | -                   |
| NF                  | 18                  | Chris Sclater Martin Holmes        | Vauxhall Chevette 2300 HS Dealer Team Vauxhall | 4                   | 29                  | elektrisch          | -                   |
| NF                  | 20                  | John Buffum John Brown             | Ford Escort RS1800 John Buffum                 | 4                   | 25                  | alternator          | -                   |

#### Statistieken
| Klassementsproeven | Klassementsproeven |                 | Leiders | Leiders |
| Rijder             | Aantal             | Rijder          | KP      |         |
| Hannu Mikkola      | 27                 | Bror Danielsson | 1       |         |
| Björn Waldegård    | 21                 | Graham Elsmore  | 2       |         |
| Markku Alén        | 10                 | Walter Röhrl    | 3-6     |         |
| Russell Brookes    | 10                 | Markku Alén     | 7-28    |         |
| Tony Pond          | 5                  | Hannu Mikkola   | 29-76   |         |
| Walter Röhrl       | 3                  |                 |         |         |
| John Taylor        | 3                  |                 |         |         |
| Pentti Airikkala   | 2                  |                 |         |         |
| Stig Blomqvist     | 1                  |                 |         |         |
| Roger Clark        | 1                  |                 |         |         |
| Bror Danielsson    | 1                  |                 |         |         |
| Fabrizio Tabaton   | 1                  |                 |         |         |

### Constructeurskampioenschap
| Pos | Constructeur    | MON  | SWE | KEN | POR | GRE | FIN | CAN | ITA | CIV | FRA | GBR | Pts |
| --- | --------------- | ---- | --- | --- | --- | --- | --- | --- | --- | --- | --- | --- | --- |
| 1   | Fiat            | 14   | 14  |     | 18  | 18  | 18  | 18  | 16  |     | 18  | (9) | 134 |
| 2   | Ford            |      | 18  | 7   | 16  | 9   | 6   | 13  | 13  |     |     | 18  | 100 |
| =   | Opel            | (10) | 12  |     | 13  | 12  | 11  | 16  | 10  |     | 12  | 14  | 100 |
| 4   | Porsche         | 18   |     | 16  | 7   |     | 12  |     | 14  |     | 12  |     | 79  |
| 5   | Datsun          |      |     | 16  |     | 16  |     |     |     | 10  |     | 10  | 52  |
| 6   | Lancia          | 8    | 12  |     |     | 11  |     |     | 18  |     |     |     | 49  |
| 7   | Toyota          |      |     |     | 15  | 6   | 13  | 14  |     |     |     |     | 48  |
| 8   | Peugeot         |      |     | 18  | 9   |     |     |     |     | 18  |     |     | 45  |
| 9   | Renault         | 17   |     |     |     |     |     |     |     | 16  |     |     | 33  |
| 10  | British Leyland |      |     |     |     |     |     | 12  |     |     |     | 12  | 24  |
| 11  | Saab            |      | 8   |     |     |     |     | 10  |     |     |     |     | 18  |
| 12  | Volkswagen      |      | 9   |     |     |     |     | 8   |     |     |     |     | 17  |
| 13  | Mitsubishi      |      |     | 5   |     |     |     |     |     | 11  |     |     | 16  |
| 14  | Vauxhall        |      |     |     |     |     | 14  |     |     |     |     |     | 14  |
| =   | Alfa Romeo      |      |     |     |     |     |     |     | 14  |     |     |     | 14  |
| 16  | Mercedes        |      |     | 12  |     |     |     |     |     |     |     |     | 12  |
| 17  | Volvo           |      | 10  |     |     |     |     |     |     |     |     |     | 10  |
| 18  | Chrysler        |      |     |     |     |     |     |     |     |     |     | 8   | 8   |
| 19  | Škoda           |      |     |     |     | 6   |     |     |     |     |     |     | 6   |
| 20  | Alpine-Renault  |      |     |     |     |     |     |     |     |     | 5   |     | 5   |
| 21  | Lada            |      |     |     |     | 4   |     |     |     |     |     |     | 4   |

Notitie:
- De beste acht resultaten werden gerekend voor het kampioenschap.